# Ginger Snaps – Das Biest in Dir
Ginger Snaps – Das Biest in Dir (Ginger Snaps) ist ein kanadischer Horrorfilm aus dem Jahr 2000. Es wurden eine Fortsetzung Ginger Snaps II – Entfesselt (2004) und ein Prequel Ginger Snaps III – Der Anfang (2004) produziert.

## Handlung
Die vom Tod faszinierten Schwestern Brigitte und Ginger Fitzgerald, die trotz ihres verhältnismäßig fortgeschrittenen Alters (15 und 16) noch kaum Pubertätsanzeichen zeigen, gefallen sich in ihren Rollen als Außenseiter. Doch ihr Treuebündnis („Out by 16 or dead in this scene, but together forever“, auf Deutsch „Ausstieg mit 16 oder Tod in dieser Szene, aber zusammen für immer“) gerät ins Wanken, als Ginger von einem Werwolf angefallen wird und gleichzeitig ihre erste Menstruation bekommt. Im Laufe der darauffolgenden Transformation mutiert sie zu einem sex- und blutsüchtigen Monster und hat für ihre Schwester bald nur noch Verachtung übrig.
Mit Hilfe des Drogenhändlers Sam, der einen Extrakt aus der Eisenhutpflanze als mögliches Gegenmittel ausfindig macht, versucht Brigitte erfolglos, Ginger von ihrem Fluch zu befreien. Brigitte infiziert sich selbst mit dem Virus der Lykanthropie und versucht trotzdem, Ginger, die bereits eine Mitschülerin, den Schuldirektor, den Hausmeister und schließlich Sam getötet hat, ruhigzustellen. Dabei verletzt sie Ginger versehentlich tödlich und muss zusehen, wie ihre Schwester in der Gestalt des Werwolfs stirbt.

## Kritiken
- Die Zeitschrift Cinema bezeichnete den Film als „witzigen Horror mit weiblichen Reizen“.[1]
- Lexikon des internationalen Films: „Ein Versuch, die Topoi des klassischen Schauerkinos auf die Bedürfnisse des aktuellen Teenie-Horrorfilms zu übertragen. Ohne dem Thema neue Aspekte abzugewinnen, dafür aber mit lakonischer Ironie, serviert der routiniert inszenierte B-Film die Handlung ebenso nonchalant wie spannend.“[2]
- Farihah Zaman betont bei The Criterion Collection das gesellschaftliche Rollenbild einer erwachsen werdenden Frau am Spiegelbild der Protagonistin:
 „Ginger Snaps nutzt die Werwolf-Trophäe, um die psychosexuellen Ängste der weiblichen Adoleszenz zu erforschen, den Ansturm unmöglicher, einschränkender und widersprüchlicher Erwartungen, die an junge Frauen gestellt werden, und den sehr realen Horror, der mit dem Erwachsenwerden in einem Körper mit Gebärmutter und Eierstöcken einhergeht. […] Existenzielle feministische Ängste sind in Ginger Snaps ebenso präsent wie der Wunsch, mehr zu sein als das, was die Gesellschaft den Frauen vorschreibt.“
 “Ginger Snaps uses the werewolf trope to explore the psychosexual anxieties of female adolescence, the crush of impossible, limiting, and contradictory expectations made of young women, and the very real horror that is coming of age in a body with a uterus and ovaries. […] Existential feminist anxiety abounds in Ginger Snaps, as does the desire to be more than what society dictates for women.”[3]

## Auszeichnungen (Auswahl)
- 2000 gewann Karen Walton beim Toronto International Film Festival für den besten kanadischen Film eine Spezialerwähnung der Jury (Special Jury Citation).
- 2002 gewann der Film einen Saturn Award als beste DVD-Veröffentlichung.
- 2002 wurde der Film in drei Kategorien bei den Genie Awards nominiert, nämlich für die beste Kamera, den besten Schnitt und den besten Tonschnitt.

## Hintergrundinformationen
- Katharine Isabelle erhielt die Rolle der Ginger, nachdem selbige sowohl von Sarah Polley, als auch von Natasha Lyonne abgelehnt worden war.
- Emily Perkins trug im Film eine Perücke, da sie sich vor Drehbeginn eine Glatze geschnitten hatte.
- Xena-Darstellerin Lucy Lawless hat im Original einen gesprochenen Cameo-Auftritt in einer Lautsprecherdurchsage.
- Der deutsche Alternativtitel lautet Ginger – Verliebt in den Tod.
- Emily Perkins war im Ensemble die Darstellerin mit dem größten Verhältnis zwischen Spielalter (15) und realem (24). In Wirklichkeit ist sie sogar vier Jahre älter als Katherine Isabelle, deren jüngere Schwester sie darstellt. Isabelle war mit 19 drei Jahre älter als ihr dargestellter Charakter.